# Sturmia luteipalpis
Sturmia luteipalpis là một loài ruồi trong họ Tachinidae.